# 禺婉
禺婉（？－254年），曹魏废帝曹芳的妃子，封号不详。
明德郭太后与养子曹芳的矛盾激烈，曹芳的元配皇后甄氏去世，想立王贵人为后，郭太后一定要立张氏。曹芳不悦，在郭太后母丧之时不去安慰。郭太后就到北宮把曹芳宠幸的张美人、禺婉给杀了。曹芳伤心不已，时常前往北宮吊哭，说：“太后横杀我所宠爱，此无复母子恩。”私使暴室厚殡棺为两女出丧，不肯让郭太后知道。